# Pulsatrix
Pulsatrix – rodzaj ptaków z podrodziny puszczyków (Striginae) w rodzinie puszczykowatych (Strigidae).

## Zasięg występowania
Rodzaj obejmuje gatunki występujące w Ameryce.

## Morfologia
Długość ciała 43–52 cm; masa ciała 500–1250 g.

## Systematyka

### Etymologia
- Pulsatrix: epitet gatunkowy Strix pulsatrix zu Wied-Neuwied, 1820; nowołac. pulsatrix, pulsatricis „napastniczka”, od średniowiecznołac. pulsator, pulsatoris „napastnik”, od łac. pulsator, pulsatoris „bijący się”, od pulsare „pobić”, od pellere „uderzyć”[5].
- Novipulsatrix: łac. novus „nowy”; rodzaj Pulsatrix Kaup, 1848 (puchaczyk)[6]. Gatunek typowy: Pulsatrix sharpei Berlepsch, 1901 (= Syrnium koeniswaldianum M. Bertoni & W. Bertoni, 1901).

### Podział systematyczny
Do rodzaju należą następujące gatunki:
- Pulsatrix perspicillata (Latham, 1790) – puchaczyk żółtobrzuchy
- Pulsatrix koeniswaldiana (M. Bertoni & W. Bertoni, 1901) – puchaczyk obrożny
- Pulsatrix melanota (von Tschudi, 1844) – puchaczyk maskowy